# أذن مدببة
الآذان المدببة (بالإنجليزية: Pointy ears)‏ هي سمة من سمات العديد من الحيوانات، فضلا عن كونها واحدة من الكليشيهات الشعبية المتجدرة في الثقافة الشعبية، ولاسيما في النوع الخيالي.

## الحيوانات

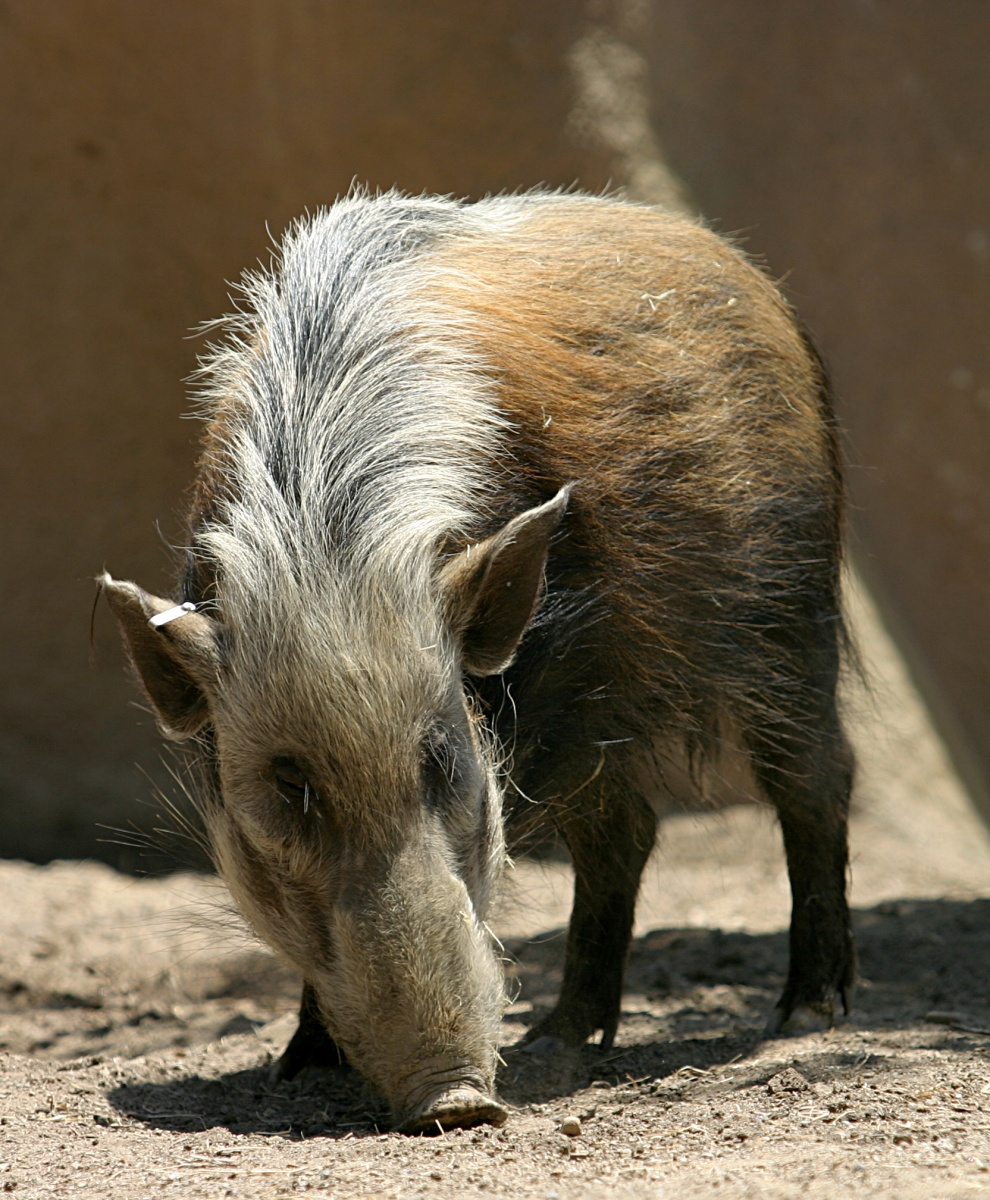
خنزير الآجام الجنوبي، الذي يظهر في الصورة بأذنين مدببتين.

يمكن العثور على الآذان المدببة عند العديد من الحيوانات، على غرار القطط، والخفافيش مصاصة الدماء،  الزباد والزريقاء من فصيلة الزباديات،  الباندا الحمراء،  وخنازير الآجام الأفريقية.

## البشر
عند الإنسان، يمكن لسمة الأذن المدببة أن تظهر على شكل واحدة من أعراض متلازمة ويليام. مع ذلك، هناك أيضا حالات نادرة لأشخاص ولدوا بأذان مدببة لا ترتبط بمتلازمة وليام. في إحدى العائلات، ولدت امرأة بأذنتين مدببتين، وازداد لها في وقت لاحق ولد بأذنين مدببتين لكن بشدة أقل. في المقابل، قد تنتج بعض من حالات الأذن المدببة عن إصابة لحقت بالأذن أثناء المخاض، لذلك قد ينفتح تجعد الأذن بمرور الوقت.

## الفولكلور والخيال
الآذان المدببة هي واحدة من الصفات المميزة لعدد من المخلوقات الخرافية في القصص الفلكلورية حول العالم، على غرار «الكروك ميتاين» في الثقافة الشعبية الفرنسية، مخلوق «الكوروبيرا» الأسطوري البرازيلي  أو أيضا «التسوشيغومو» الياباني. كما أنها سمة من سمات الشخصيات الفنية القديمة مثل تلك الموجودة في اليونان القديمة  وأوروبا في العصور الوسطى.
في النوع الفني الخيالي، هي تعد سمة الآذان المدبب السمة المشتركة لكثير من المخلوقات. حيث تكون دائما كصفة مشتركة بين أجناس من قبيل الآلف،  وال الجان،  والجنيات،  والهوبيت،  والأورك. كما أنها أيضا مميزة للمخلوقات في قصص أدب الرعب، كمصاصي الدماء  على سبيل المثال.

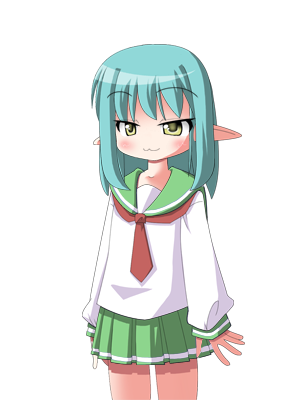
شخصية من عالم الأنمي والمانغا تتميز بآذان مدببة.

تعتبر خاصية الآذان المدببة أيضا شائعة في قصص الأنمي والمانغا اليابانية، حيث يتم في كثير من الأحيان الاعتماد على هذه الخاصية لابتكار عدد من الشخصيات الخيالية. تتميز شخصيات الجان في قصص المانجا والأنمي على وجه الخصوص بآذان مدببة بارزة، في كثير من الأحيان أكبر وأكثر وضوحا، مزواة أكثر من الأعمال الغربية.
بمرور الوقت، أصبحت الآذان المدببة مرتبطة بالجان في الأدب الفيكتوري للقرن التاسع عشر. تعزى عملية تعميم الآذان المدببة باعتبارها سمة من سمات مخلوقات الجان إلى أعمال جون رونالد توكلين، على الرغم من أن ربط الآذان المدببة بالجان غير مقبول عالميا من قبل التولكينيين.
يمكن العثور على سمة الآذان المدببة أيضا في الخيال العلمي. حيث نجدها حاضرة على سبيل المثال عند شعبي الفولكان والرومولان القادمين من عالم ستار تريك الخيالي،  أو أيضا عند شخصية نايت كرولير من قصص إكس مان.